# Běh na lyžích na Zimních olympijských hrách 1948
Běh na lyžích na Zimních olympijských hrách 1948 v Svatém Mořici.

## Medailové pořadí zemí
| Pořadí | Země          | Zlato | Stříbro | Bronz | Celkově |
| ------ | ------------- | ----- | ------- | ----- | ------- |
| 1.     | Švédsko (SWE) | 3     | 2       | 1     | 6       |
| 2.     | Finsko (FIN)  | 0     | 1       | 1     | 2       |
| 3.     | Norsko (NOR)  | 0     | 0       | 1     | 1       |
|        | Celkem        | 3     | 3       | 3     | 9       |

## Medailisté

### Muži
| Disciplína        | Zlato                                                                           | Výkon   | Stříbro                                                                          | Výkon   | Bronz                                                                   | Výkon   |
| ----------------- | ------------------------------------------------------------------------------- | ------- | -------------------------------------------------------------------------------- | ------- | ----------------------------------------------------------------------- | ------- |
| 18 km             | Martin Lundström · Švédsko (SWE)                                                | 1:13:50 | Nils Östensson · Švédsko (SWE)                                                   | 1:14:22 | Gunnar Eriksson · Švédsko (SWE)                                         | 1:16:06 |
| 50 km             | Nils Karlsson · Švédsko (SWE)                                                   | 3:47:48 | Harald Eriksson · Švédsko (SWE)                                                  | 3:52:20 | Benjamin Vanninen · Finsko (FIN)                                        | 3:57:28 |
| štafeta 4 × 10 km | Švédsko (SWE) · Gunnar Eriksson · Martin Lundström · Nils Östensson · Nils Täpp | 2:32:08 | Finsko (FIN) · August Kiuru · Teuvo Laukkanen · Sauli Rytky · Lauri Silvennoinen | 2:41:06 | Norsko (NOR) · Erling Evensen · Olav Hagen · Reidar Nyborg · Olav Økern | 2:44:33 |